# Granskinn
Granskinn (Hyphoderma definitum) är en svampart som först beskrevs av H.S. Jacks., och fick sitt nu gällande namn av Donk 1957. Granskinn ingår i släktet Hyphoderma och familjen Meruliaceae.  Arten är reproducerande i Sverige. Inga underarter finns listade i Catalogue of Life.

## Källor

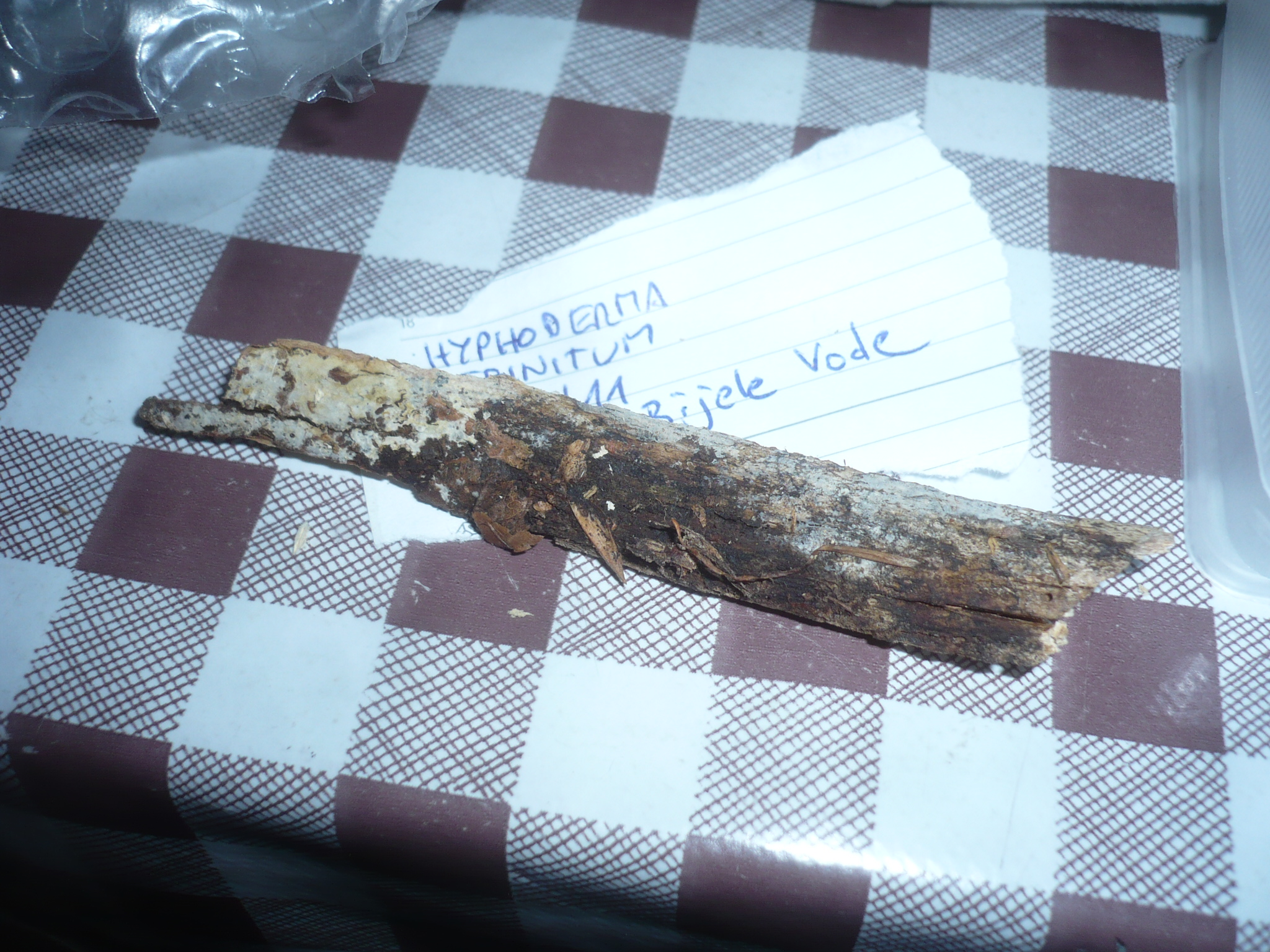